# 四十七人の刺客
『四十七人の刺客』（しじゅうしちにんのしかく）は、池宮彰一郎の長編時代小説。「新潮書下ろし時代小説」として1992年9月に新潮社から書き下ろしで刊行。1995年8月に新潮文庫より、2004年4月に角川文庫より文庫化された。第6回（1993年）山本周五郎賞候補、第12回（1993年度）新田次郎文学賞受賞作。
赤穂浪士討ち入りに至るまでを、主君への忠義といった要素を排して、大石ら赤穂浪士と吉良家・上杉家との謀略戦として描く。
1994年に東宝製作により同名で映画化された（後述）。

## 特記事項
- 細川綱利が赤穂義士を英雄として厚遇したと書かれる『堀内伝右衛門覚書』を、事件から70年以上もたった後に書かれた「偽書」であり[注 1]、書かれている内容は史実ではないとしている。

## 書誌情報
- 四十七人の刺客（単行本、新潮社、1992年9月） ISBN 4103872012
- 四十七人の刺客（新潮文庫、1995年8月） ISBN 4101408114
- 四十七人の刺客 〈上〉（角川文庫、2004年4月24日） ISBN 4043687036
- 四十七人の刺客 〈下〉（角川文庫、2004年4月24日） ISBN 4043687044

## 映画
「日本映画誕生100周年記念作品」として東宝の威信を賭けて製作され、市川崑監督、高倉健主演により1994年10月22日に公開された。ベネチア国際映画祭「ベネチアの夜」部門特別招待作品。

### 概要
己の権勢を誇示するために浅野内匠頭に切腹を命じ、赤穂藩を取り潰した幕府を仇討ちによって、その面目を叩き潰そうと目論む大石内蔵助。吉良上野介をそれから守ることによって幕府の権勢を維持しようとする米沢藩江戸家老・色部又四郎。この2人の謀略戦と大石と一文字屋の娘・かるとの恋を中心にした『忠臣蔵』（赤穂事件）を描いている。
本作では、『忠臣蔵』で定番とされてきた江戸城松の廊下での刃傷事件の描写は省略されている。また、浅野が吉良を斬り付けた理由は最後まで謎とされた。
脚本には映画脚本家でもあった原作者の池宮も参加している（池上金男名義）。
主演の高倉健にとっては、1968年の『祇園祭』（松竹）以来、かつ生涯最後の時代劇作品である。

### 製作
『帰って来た木枯し紋次郎』に製作協力したC.A.Lの社長だった松前洋一が市川崑に原作を持ち込み、東宝の自社製作という形で映画化が実現した。市川は長年に亙って『仮名手本忠臣蔵』の映画化を望んで企画を出し続けていたが、大映や松竹での映画化がことごとく流れており、念願叶っての映画化となった。上映時間が2時間弱を想定されることから、話の展開はテンポ良くスピーディーな構成となり、ファーストカットの赤穂浪士が要塞化された吉良邸の図面を眺める場面と、ラストカットの大石内蔵助の愛人が身重の体で習字をする場面は、大作だからこそ小さく終わるという市川の構想の下、製作の初期段階で決定された。本作は、市川作品に常連だった美術担当の村木忍が病気で不参加となり、替わって村木の夫である村木与四郎が担当したが、長年にわたって黒澤明の下で美術を担当した村木の美術はリアルで本格的に作り込むスタイルであり、砧の東宝撮影所の空き地に再現された吉良邸のオープンセットも、塀を外して撮影場所を設けることが不可能なほど造り込まれるなど、市川の撮影スタイルと噛み合わない事態が発生した。また、東宝側が集客用に高倉健を主役起用したことで、高倉の殺陣に関しては高倉と親しい宇仁貫三が殺陣師に起用されたため、長年殺陣師の美山晋八とコンビを組んで来た市川は、高倉の撮影場面での殺陣スタイルの変更に伴う画面設計を一から再構築する破目となった。

### スタッフ
- 製作指揮：堀内實三、漆戸靖治、永井紀芳
- 製作：高井英幸、萩原敏雄、稲見宗孝
- エクゼクティブ・プロデューサー：橋本利明、高橋博、酒井俊博
- アソシエイト・プロデューサー：武井英彦
- プロデューサー：鍋島壽夫、進藤淳一、島谷能成
- プロデューサー補：伊藤和明、垂水保貴
- 企画：鍋島壽夫、後藤槙子
- 企画協力：松前洋一
- 監督：市川崑
- 原作：池宮彰一郎（『四十七人の刺客』、角川文庫）
- 脚本：池上金男、竹山洋、市川崑
- 撮影：五十畑幸勇
- 照明：下村一夫
- 美術：村木与四郎
- 編集：長田千鶴子
- 衣裳：二宮義夫、乾保直、斉藤育子
- 録音：斉藤禎一
- 調音：大橋鉄矢
- 音響効果：斉藤昌利
- 監督補：吉田一夫
- 助監督：手塚昌明
- 音楽プロデューサー：岩瀬政雄
- 音楽：谷川賢作（サウンドトラック『四十七人の刺客』、バップ、規格品番 VPCD-81066）
- 演奏：新音楽協会
- 指揮：中谷勝昭
- 殺陣：美山晋八
- 殺陣協力：宇仁貫三
- 茶道指導：藤井光子
- 効果：斉藤昌利
- 記録：松澤一美
- 製作コーディネート：佐藤祐樹
- 製作担当：前田光治
- スチール：橋山直己
- 整音：東宝サウンドクリエイティブスタジオ
- 協力：赤穂市、近江八幡市、京都センチュリーホテル、国宝彦根城、大覚寺、TEAC、筆舗玉川堂、新潮社、世界文化遺産・国宝姫路城、アトリエ21、C.A.L、フィルムフェイス、ポパイアート、ライトヴィジョン
- 資料協力：岩波書店
- スタジオ：東宝スタジオ
- 現像：東京現像所
- 製作：株式会社東宝映画
- 東宝 = 日本テレビ放送網 = サントリー提携作品

### 出演者
- 大石内蔵助 … 高倉健

- 色部又四郎 … 中井貴一

- かる … 宮沢りえ

- 不破数右衛門 … 岩城滉一
- 堀部安兵衛 … 宇崎竜童

- 堀部弥兵衛 … 松村達雄
- 奥田孫太夫 … 井川比佐志

- 吉田忠左衛門 … 山本學
- 小野寺十内 … 神山繁

- きよ（旧赤穂藩士の未亡人） … 黒木瞳
- ほり … 清水美砂
- 瑤泉院 … 古手川祐子

- 瀬尾孫左衛門 … 石倉三郎
- 小林平八郎 … 石橋蓮司
- 山添新八 … 尾藤イサオ

- 浅野内匠頭 … 橋爪淳
- 大石主税 … 尾上丑之助
- 一文字屋 … 佐藤B作
- わか … 横山道代

- 大野九郎兵衛 … 小林昭二
- 土屋相模守 … 久保明
- 秋元但馬守 … 出光元
- 高田郡兵衛 … 今井雅之
- 神崎与五郎 … 塩屋俊

- 吉良上野介 … 西村晃

- 磯貝十郎左衛門 … 小林健
- 脇田主馬 … 井上博一
- 武林唯七 … 西村譲
- 潮田又之丞 … 山口真司
- 前原伊助 … 永妻晃
- 赤埴源蔵 … 保木本竜也
- 大高源五 … 渕野一生
- 富森助右衛門 … 川崎博司
- 早水勝左衛門 … 清末裕之
- 近松勘六 … 村山ひろし
- 片岡源五右衛門 … 田辺年秋
- 岡島八十右衛門 … 大土井裕二
- 杉野十平次 … 井上浩
- 奥野将監 … 原田力
- 萱野三平 … 大塚和彦
- 寺坂吉右衛門 … 小林一帥
- 岡野金右衛門 … 五十嵐裕一
- 新坂弥七郎 … 佐伯太輔
- 上杉家の侍 … 宇治川理斉
- 赤穂の侍 … 玉生祐輔、小林靖永、本田景久、川口洋一、末次真三郎、東健一郎、加藤明広、池田一視、中村美睦、岩本裕之、安保良雄
- 竹林の子供 … 池田将之、吉本修平、和田崇、古賀秀明
- 刺客 … 村上久勝、小田島隆、荻原紀、高市好行、山田公男
- 空 … 河野由佳
- ふう … 徳島更紗
- 吉千代 … 酒井寿
- 炊き出し … マキノ佐代子、小田聡、藤井映子、占野しげる
- 他 … 中村雅佳、西村泰治、浦野真彦
- ナレーター … 梶原四郎

- 進藤源四郎 … 小林稔侍
- 天川屋儀兵衛 … 板東英二
- 原惣右衛門 … 中村敦夫

- 柳沢吉保 … 石坂浩二

- りく … 浅丘ルリ子

- 千坂兵部 … 森繁久彌

出典：東宝WEB SITE・資料室（四十七人の刺客）

### 受賞
- 第7回東京国際映画祭インターナショナル・コンペティション 審査員特別賞
- 第49回毎日映画コンクール 日本映画ファン賞
- 第19回報知映画賞 助演男優賞（中井貴一）
- 第68回キネマ旬報ベスト・テン 助演男優賞（中井貴一）
- 第18回日本アカデミー賞[5]
  - 最優秀助演男優賞（中井貴一）
  - 最優秀美術賞（村木与四郎）
  - 最優秀録音賞（斉藤禎一・大橋鉄矢）
  - 最優秀編集賞（長田千鶴子）
  - 優秀作品賞
  - 優秀監督賞（市川崑）
  - 優秀脚本賞（池上金男・竹山洋・市川崑）
  - 優秀主演男優賞（高倉健）
  - 優秀音楽賞（谷川賢作）
  - 優秀撮影賞（五十畑幸勇）
  - 優秀照明賞（下村一夫）
- 第48回日本映画技術賞 録音賞（斉藤禎一）

### 地上波放送履歴
全て日本テレビ系「金曜ロードショー」での放送。
| 回数  | 放送日         |
| ----- | -------------- |
| 初回  | 1995年12月15日 |
| 2回目 | 1997年12月12日 |
| 3回目 | 1999年12月10日 |
| 4回目 | 2001年12月14日 |